# Mantola (Schiff, 1916)
Die Mantola war ein frachtfahrendes Passagierschiff der British India Steam Navigation Company. Vom Stapel lief es am 22. März 1916 bei der Werft Barclay Curle & Company in Glasgow. Es wurde im Ersten Weltkrieg am 8. Februar 1917 von dem deutschen U-Boot U 81 südwestlich von Irland torpediert und sank am folgenden Tag.

## Wiederentdeckung
Das Schatzsucherunternehmen Odyssey Marine Exploration entdeckte das Schiffswrack 2011 in etwa 2.500 m Wassertiefe. Es hat Silber im Wert von 12 Millionen Pfund an Bord.